# Standing Together (moviment)
Standing Together (hebreu: עומדים ביחד, Omdim beyachad‎; àrab: نقف معًا, Naqif maʿan) és un moviment de base israelià que té com a objectiu reunir les comunitats àrab-israelianes i jueves-israelianes. És el moviment de base àrab-jueu més gran del país. Standing Together es va iniciar per primera vegada l'any 2015, i compta amb uns 5.300 membres l'abril de 2024. El moviment s'oposa al neoliberalisme i a l'⁣ocupació israeliana de la terra palestina. El moviment té com a objectiu fomentar els drets LGBT, els drets de les dones, els drets dels treballadors (incloses les prestacions per discapacitat) i la plena igualtat per als ciutadans palestins d'Israel.
Són coneguts per la seva parafernàlia i la seva marca porpra. Standing Together ha rebut finançament de New Israel Fund, una ONG que treballa per la justícia social i la igualtat entre israelians.

## Organització
Els fundadors de Standing Together han citat Podemos, Momentum, Syriza i els Socialistes Demòcrates d'Amèrica com a inspiracions, però han afirmat que no volen que el moviment es converteixi en un partit polític. El focus del moviment en la justícia econòmica i social el consideren una fortalesa del projecte.
El moviment té nou capítols, anomenats 'cercles', a tot Israel: al Sharon, al Triangle i al Nèguev, a les principals ciutats de Haifa, Tel-Aviv i Jerusalem, i als campus universitaris de la Universitat de Tel-Aviv, Universitat Ben-Gurion del Nègueb, la Universitat de Haifa i la Universitat Hebrea de Jerusalem.
El moviment intenta assegurar-se que els àrabs i els jueus-israelians siguin tractats per igual. La direcció té una representació aproximadament igual de cada grup, i el moviment publica tots els seus materials tant en hebreu com en àrab. Tanmateix, a partir del 2018 el moviment tenia més membres jueus-israelians que àrabs-israelians.
Uri Weltmann és l'organitzador nacional de camp del moviment.

## Història
Standing Together es va fundar a finals de 2015, principalment per persones que també havien estat actives en les protestes per la justícia social d'Israel de 2011. Molts dels fundadors també eren membres del partit polític Hadash.
Han protestat contra les detencions polítiques, els desnonaments a Jerusalem Est (inclòs Sheikh Jarrah), les protestes a la frontera de Gaza, durant les quals les FDI van matar 17 civils, i la demolició planificada de pobles beduins a la Negev.
A l'estiu del 2017, els manifestants de Standing Together van bloquejar diverses carreteres principals per protestar que les prestacions per discapacitat fossin inferiors al salari mínim. Posteriorment, també van ajudar a recaptar diners per als manifestants que havien estat multats.
L'11 de desembre de 2017, Standing Together va celebrar la seva primera Assemblea Nacional, durant la qual van votar els lideratges del moviment i les propostes suggerides.
El 2018, Standing Together va treballar per difondre la consciència i protestar contra la deportació per part d'Israel de sol·licitants d'asil africans (específicament eritreus i sudanesos). El moviment va poder organitzar una protesta de 20.000 persones al sud de Tel-Aviv contra les deportacions previstes. El maig de 2018, van protestar per la resposta de les FDI a les protestes palestines a la frontera de Gaza, que havien provocat la mort de més de 60 manifestants. Aquell mes també van organitzar protestes contra el moviment de l'ambaixada dels EUA a Jerusalem.
El 2018, el moviment tenia uns 2.000 membres registrats i entre 20.000 i 30.000 persones van participar en els esdeveniments de Standing Together aquell any.
El 2019, un petit grup d'activistes de Standing Together va protestar per una política del Barzilai Medical Center que requeria que els passatgers àrabs de l'autobús fossin interrogats abans que poguessin entrar a l'hospital. Tot i que la política eximia els ciutadans àrabs israelians, informes anecdòtics havien informat que els ciutadans àrabs-israelians també s'havien destacat per la política.
El setembre de 2020, el grup va organitzar una protesta contra la resposta del govern israelià a la pandèmia de COVID-19 -que el grup va considerar ineficaç- a Tel-Aviv. El grup va omplir la plaça Rabin amb 1.019 cadires buides, cadascuna de les quals representava una mort israeliana per COVID-19.
El gener de 2023 Standing Together va organitzar una forta protesta d'entre 20.000 i 30.000 persones a Tel-Aviv contra el nou govern; més tard aquell any, van participar en les protestes de la reforma judicial israeliana de 2023 contra la reforma judicial israeliana de 2023 promulgada pel primer ministre Benjamin Netanyahu.
A finals de setembre de 2023, el moviment va fer una protesta a la plaça Dizengoff de Tel-Aviv per cridar l'atenció sobre els àrabs assassinats sota les polítiques del ministre de seguretat Itamar Ben-Gvir.

### Treball durant la guerra Israel-Hamàs
Després de l'inici de la guerra entre Israel i Hamàs, Standing Together va recollir ajuda per a les comunitats afectades pels atacs del 7 d'octubre. Van organitzar la Convenció de Solidaritat, que va encapçalar les manifestacions contra la guerra i l'alto el foc a Israel. També van crear una línia directa per als àrabs-israelians, especialment els estudiants universitaris, que es van veure afectats pels sentiments anti-palestinians. El lideratge de Standing Together també va viatjar als Estats Units per parlar amb sinagogues i altres organitzacions sobre la seva feina.
El gener de 2024, la Campanya Palestina pel Boicot Acadèmic i Cultural d'Israel va criticar el moviment, dient que era un "equip de normalització que pretén distreure i blanquejar el genocidi en curs d'Israel a Gaza". La caracterització va rebre crítiques en línia per part d'acadèmics i activistes, inclòs el blogger de Gaza Ahmed Fouad Alkhatib. Els membres àrabs israelians de Standing Together van publicar més tard un comunicat en què van denunciar el suggeriment de PACBI de boicotejar el grup, dient que aquestes crides "servien els interessos de l'establishment polític d'Israel, que també intenta silenciar-nos".
El març de 2024, alguns activistes del grup van organitzar un comboi de 30 cotxes per intentar lliurar ajuda humanitària al pas fronterer de Kerem Shalom a la Franja de Gaza. La policia va obligar el comboi a donar la volta a uns tres quilòmetres del pas.
El maig de 2024, el grup va anunciar que formarien un grup per protegir els camions d'ajuda humanitària amb destinació a la Franja de Gaza dels atacs d'"activistes i colons [israelians] d'extrema dreta" mentre es traslladaven de Jordània a Cisjordània. Segons la direcció de Standing Together, la presència dels activistes de Standing Together va permetre que tots els camions d'ajuda "passessin sense que els colons els detinguessin o els ataquessin".